# Генебек
Генебек (њем. Gönnebek) општина је у њемачкој савезној држави Шлезвиг-Холштајн. Једно је од 95 општинских средишта округа Зегеберг. Према процјени из 2010. у општини је живјело 471 становника. Посједује регионалну шифру (AGS) 1060026.

## Географски и демографски подаци
Генебек се налази у савезној држави Шлезвиг-Холштајн у округу Зегеберг. Општина се налази на надморској висини од 36 метара. Површина општине износи 14,9 km². У самом мјесту је, према процјени из 2010. године, живјело 471 становника. Просјечна густина становништва износи 32 становника/km².